# John Singleton Mosby
John Singleton Mosby, soprannominato Il Fantasma Grigio (The Gray Ghost in inglese) (Contea di Powhatan, 1833 – Washington, 1916), è stato un militare statunitense, colonnello appartenente all'esercito degli Stati Confederati d'America.
Arruolatosi nel 1860, l'anno dopo fu a capo della cavalleria di James Ewell Brown Stuart durante l'attacco al generale dell'Unione George B. McClellan impegnato nella Campagna Peninsulare.
Nel 1863 decise di ingaggiare una banda di guerriglieri per compiere brevi e devastanti attacchi in Maryland e, poi, in Virginia; i cosiddetti rangers di Mosby furono poi annessi alla cavalleria della Virginia.
Divenuto uno dei punti di riferimento dell'esercito, catturò, dopo un fortunato attacco, il brigadier generale unionista Edwin H. Stoughton.
A Chantilly si trovò soverchiato, ma riuscì comunque a portarsi in salvo infliggendo pesanti perdite ai nemici. Dopo la sconfitta della Confederazione e la cattura di Jefferson Davis trovò impiego come avvocato e divenne sostenitore del partito repubblicano, in particolare del suo ex-rivale Ulysses Simpson Grant.
Durante il secondo anno del mandato presidenziale di Rutherford Hayes fu nominato console a Hong Kong, carica che mantenne anche sotto James Abram Garfield e Chester Alan Arthur.
Suo nipote John prese parte nel 1911 alla rivoluzione messicana nella Confederazione dei Gruppi dell'Esercito Liberale, gruppi armati anarco-comunisti.